# Zeria fordi
Espèce
Synonymes
- Solpuga fordi Hirst, 1907

Zeria fordi est une espèce de solifuges de la famille des Solpugidae.

## Distribution
Cette espèce se rencontre au Soudan, en Éthiopie, au Kenya, en Ouganda, en Tanzanie et au Congo-Kinshasa.

## Description
Les mâles mesurent de 28 à 32 mm.

## Publication originale
- Hirst, 1907 : Descriptions of new species of African spiders and Solifugae. Annals and Magazine of Natural History, sér. 7, vol. 20, p. 33–39 (texte intégral).